# Траверсотоло
Траверсотоло је насеље у Италији у округу Парма, региону Емилија-Ромања.
Према процени из 2011. у насељу је живело 5406 становника. Насеље се налази на надморској висини од 176 м.

## Становништво
Према резултатима пописа становништва 2011. у општини је живело 9.275 становника.
| 1951. | 1961. | 1971. | 1981. | 1991. | 2001. | 2011. |
| ----- | ----- | ----- | ----- | ----- | ----- | ----- |
| 6.419 | 5.750 | 5.561 | 6.280 | 6.892 | 7.931 | 9.275 |

## Партнерски градови
- Majano